# Idiacanthus antrostomus
Idiacanthus antrostomus är en fiskart som beskrevs av Gilbert, 1890. Idiacanthus antrostomus ingår i släktet Idiacanthus och familjen Stomiidae. Inga underarter finns listade i Catalogue of Life.